# Fânațe, Bihor
Fânațe este un sat în comuna Câmpani din județul Bihor, Crișana, România.

Satul Fânațe este așezat în colțul de sud-est al Bihorului, în depresiunea Beiușului, la poalele vestice ale Munților Bihorului. Pornind din municipiul Beiuș pe DN 75 se ajunge la Ștei, apoi la Lunca unde pe stânga apare ramificația spre Arieșeni; după ce urcă o pantă scurtă, șoseaua asfaltată străbate un platou întins numit Dumbrava coborând lin în Câmpani. 
La circa 6 km de la Lunca, pe această șosea se intră pe neobservate în Fânațe.
În amonte, la circa 2 km, se află orașul Nucet, la nord la 1,5 km se găsește satul Sighiștel iar la sud, peste Deal se învecinează cu satul Vărzari și cu orașul Vașcău.
In 1774 apare la Viena prima relatare, în limba latină, a unei explorări speologice din acești munți, respectiv a Peșterii de la Fânațe. Portalul Peșterii Fânațe, înalt de circa 4 m și lat de circa 9 m, conduce într-o sală care se lărgește . Peștera este orizontală, inactivă, reprezentată printr-o galerie vastă. Slab ornamentată în prezent, (vechile descrieri menționau bogația în concrețiuni, distruse ulterior de vizitatori), peștera impresionează mai ales prin dimensiunile ei. Astfel după 150 m, culoarul lat de peste 20 m are tavanul suspendat la 25 m înalțime. La partea terminală peștera pierde treptat din dimensiuni înfundându-se într-un culoar scurt, după 270 m de la intrare. Podeaua este tapisată cu un strat gros de argilă bogată în humus fosfatic,
provenit din distrugerea scheletelor de ursus spelaeus. 
Aici, în acestă peșteră, în cel de-al II-lea Război Mondial, odată cu pătrunderea Armatei Roșii, s-au refugiat copii, femeile și tinerii satului din fața „binefacerilor” ocupantului; acestă „prezență” nu a fost uitată până azi, fiind amintite hoțiile, sadismul și caracterul inuman al ocupantului.
O altă minunată pesteră, este „peștera cu biluțe”, fiind situată în bazinul superor al Văii Bolzului, ascunsă în pădurea de fag și cunoscută de puțini vizitatori; comunică cu suprafața prin două intrări: gura peșterii și un mic aven. Prezența pe vatra peșterii,
a mii de bile sferice, de dimensiuni diferite, conferă acestei peșteri o particularitate specifică , unică în felul ei - tocmai prin această zestre ce-i aparține. 
La fel ca și alte formațiuni calcaroase specifice în general peșterilor, (stalactite , stalagmite etc.) obisnuite și “bilele - oolite” din această peșteră sau format cu siguranță prin cristalizarea calcarului, dizolvat de apele subterane pe traseele pe care acestea au circulat : fisuri, crăpături, falii, etc. Probabil că aceste ape au “poposit” în această peșteră formând un rezervor subteran, ca o imensă “geoda” în care, prin cristalizarea calcarului dizolvat de ape , sau format și au crescut aceste bile, dealungul erelor geologice. Cu timpul peștera s-a golit parțial de apă, iar bilele au rămas pe vatra ei așa cum le-a crescut mama natură (după zona “bilelelor - oolite”, în peșteră întâlnim o minunată zonă de stalagmite-stalactite și „nuferi” din piatră iar apoi accesul este oprit de un lac subteran). 
Având în vedere aceste particularitați, considerăm că ar fi necesară includerea ei în patrimoniul național și interzicerea circulației  pe vatra peșterii unde nu se poate circula numai călcând pe  bile care astfel  cu timpul se distrug. Precizăm de asemenea, că peștera este foarte joasă, cu înalțime mică, accesul în ea fiind dificil; are două ramificații și o lungime de cca.1km.
Merită menționat și avenul din Săcătură,  care se dezvoltă în aceiași zona de relief carstic, din extremitatea sudică a vârfului Prislop. Până în prezent, nu s-a putut stabili lungimea exactă a acestuia, explorarea avenului fiind îngreunată de numeroasele
galerii și cascade subterane. 
Localitatea Fânațe este situată într-un areal apreciat nu numai pentru frumusețile și bogățiile de la suprafață, ci și pentru valorasele bogății subterane. Din subsolul acestor regiuni, oamenii au valorificat de-a lungul vremii aur, argint, fier, cupru, plumb, zinc, molibden, bismut, nichel, cobalt, pirită, calcare, uraniu, marmură, etc...

## Vezi și
- Biserica de lemn din Fânațe